# رضا گنجه‌ای
رضا گنجه‌ای (۱۲۸۶ محله ششگلان تبریز - ۱۵ شهریور ۱۳۷۴ ژنو) روزنامه‌نگار و مدیر و مؤسس نشریهٔ باباشمل و وزیر صنایع و معادن دوران محمدرضا پهلوی بود.
رضا گنجه‌ای پسر حاج علی‌نقی گنجه‌ای از مالکان و بازرگانان مشروطه‌خواه آذربایجان بود. در مدرسه حکمت تبریز درس خواند، در سال ۱۳۰۵ به تهران عزیمت کرد و به مدرسه صنعتی ایران و آلمان وارد شد.
در سال ۱۳۰۷ پدرش به نمایندگی تبریز در مجلس شورای ملی انتخاب شد و دوازدهم مهر سال بعد در حالی که با درشکه به مجلس می‌رفت بر اثر رم کردن اسبهایش دچار سانحه شد و درگذشت.
وزارت طرق و شوارع (وزارت راه) رضا گنجه‌ای را در سال ۱۳۰۹ برای ادامه تحصیل به پلی‌تکنیک زوریخ فرستاد. پس از بازگشت به ایران ابتدا به استخدام راه‌آهن درآمد و در سال‌های بعد در دانشکدهٔ فنی دانشگاه تهران، رتبهٔ دانشیاری و سپس استادی داشت.
گنجه‌ای از ابتدای سال ۱۳۲۲ تا سال ۱۳۲۶ نشریهٔ فکاهی-سیاسی باباشمل را در تهران منتشر می‌کرد که از شهرت و تأثیر شایانی برخوردار بود. نوشته‌های رضا گنجه‌ای در این نشریه با نام مستعار باباشمل چاپ می‌شد و از عالی‌ترین نمونه‌های طنز در نشریات معاصر ایران شناخته می‌شود.
رضا گنجه‌ای پس از ۲۸ مرداد ۱۳۳۲ در کابینه سپهبد زاهدی معاون وزیر پست و تلگراف شد و در سال ۱۳۳۴ در کابینهٔ حسین علاء وزارت‌خانه نوبنیاد صنایع و معادن رابه مدت یک سال به عهده گرفت.